# Llyr
Nella mitologia gallese, Llŷr Llediaith (Llyr mezzo-linguaggio) è il padre di Bran, Branwen e Manawydan, che ebbe da Penarddun. 
Le Triadi gallesi dicono che fu imprigionato da Eurosswydd. Il Mabinogion menziona Eurosswyd come padre dei due figli più giovani di Penarddun, Nisien e Efnisien. 
Llyr corrisponde presumibilmente al Lir della mitologia irlandese, e come quest'ultimo è identificato come divinità marina. Lear di Britannia, un leggendario sovrano dei britanni (divenuto famoso come soggetto della tragedia Re Lear, scritta da William Shakespeare), potrebbe derivare proprio da Llyr.